# Texel (isola)
Texel (pronunciato Tèsel) è un'isola del mare del Nord nel gruppo delle isole Frisone Occidentali. L'isola è lunga 23,7 km e larga 9,6 km, la sua superficie è di 169,82 chilometri quadrati.
Texel è nota per la sua fauna selvatica, soprattutto in inverno, quando si stabiliscono rapaci e oche.
Il paesaggio di dune lungo la costa occidentale dell'isola è protetto dal Parco nazionale delle dune di Texel.

## Storia
Nella zona secondo la tradizione sarebbe ascesa al cielo la dea Frya.
Da Texel partirono spedizioni marittime importanti: nel 1615 Willem Schouten e Jacob Le Maire vi intrapresero il viaggio che li portò a scoprire capo Horn mentre il 29 ottobre 1628 la nave Batavia partì per Giacarta.
Dal 4 aprile al 20 maggio 1945 ebbe luogo sul suo territorio la cosiddetta rivolta georgiana di Texel.

## Geografia fisica
L'isola di Texel si trova a nord della città di Den Helder, a nord-est dell'isola disabitata di Noorderhaaks e a sud-ovest dell'isola di Vlieland.
Originariamente esistevano due isole, Texel propriamente detta, a sud, e Eierland a nordest, collegate da secche. All'inizio del XVII secolo, le isole furono collegate da una diga per impedire al Mare del Nord di devastare le aree costiere di Texel. A metà del XIX secolo un polder completò la metà settentrionale dell'isola.
Oggi Texel costituisce la più grande barriera naturale tra il Mare del Nord e il Mare di Wadden.
Il punto più alto dell'isola non è de Hoge Berg (15 m sul livello del mare), ma la duna "Bertusnol" (o "Nol van Bertus"), che si trova nel Parco Nazionale delle Dune, alta 19,6 m.
Il paesaggio dunare di Texel è un habitat unico per la fauna selvatica. Aree degne di nota includono De Slufter, dove la marea entra e incontra le dune, formando un ambiente paludoso ricco di fauna e flora.
Circa un terzo della superficie di Texel è una riserva naturale protetta. Una zona umida chiamata Utopia è stata progettata per far nidificare gli uccelli.

## Monumenti e luoghi d'interesse
- Ecomare, a De Koog
- Faro di Eierland o Faro di Texel, a De Cocksdorp, nell'Eierland